# Sophie Podolski
Sophie Podolski, född 8 oktober 1953 i Bryssel, död där 29 december 1974, var en belgisk poet och grafiker. Hon utgav endast en bok under sitt liv – Le pays où tout est permis (1972).

## Biografi
Sophie Podolski studerade etsning vid Académie de Boitsfort i Boitsfort. Tillsammans med Alberto Raposo, Pidwell Tavares och Joëlle de la Casnière grundade hon konstnärskollektivet Centre de Recherche de Montfaucon.
Podolski led av schizofreni och var i perioder inlagd på psykiatriska kliniker i Paris och Bryssel. I december 1974 begick hon självmord, bara 21 år gammal. Hon efterlämnade en rad outgivna dikter samt grafiska blad. En del av dessa publicerades som en specialutgåva av litteraturtidskriften Luna Park år 1980.
I Le pays où tout est permis beledsagas Podolskis direkta och oåterhållsamma poesi av hennes illustrationer. I sin poesi utforskar Podolski bland annat politik, sexualitet, schizofreni, kapitalism, droger, religion och revolution. En dikt lyder:
| ” | Orthographiez moi un autographe on m'appelle dans le village Sophie cocaïne pythonisse–femme–ayant des dons–pluton–on espère de–vipère nocive d'où–table de pytagore: python–serpent d'afrique Vénus–de mille eaux et un jour dialogues–echanges–constatations | „ |